# Adam z Fuldy
Adam z Fuldy nebo Adam von Fulda (1445, Fulda – 1505, Wittenberg) byl německý hudební skladatel, básník a pravděpodobně člen Řádu svatého Benedikta.

## Životopis
Působil na knížecím dvoře v Sasku, později žil ve Wittenbergu. Věnoval se i teorii hudby, jako benediktinský mnich absolvoval hudební studium v klášteře Vornbach, kde údajně napsal traktát De musica. Od roku 1490 zde působil jako vedoucí místního kostelního sboru. V roce 1492 odešel z kláštera, protože začal působit jako kronikář. Od roku 1502 působil jako profesor na univerzitě ve Wittenbergu. Mezi jeho učedníky je znám například Johann Walter, který se později stal hudebním skladatelem.
Adam z Fuldy zemřel v roce 1505 na mor.